# 奇拉·波特
奇拉·波特（英語：Chilla Porter，1936年1月11日—2020年8月15日），澳大利亚男子田径运动员。他曾代表澳大利亚参加1956年和1960年夏季奥林匹克运动会田径比赛，其中1956年奥运会获得一枚银牌。